# Rothaarigentag

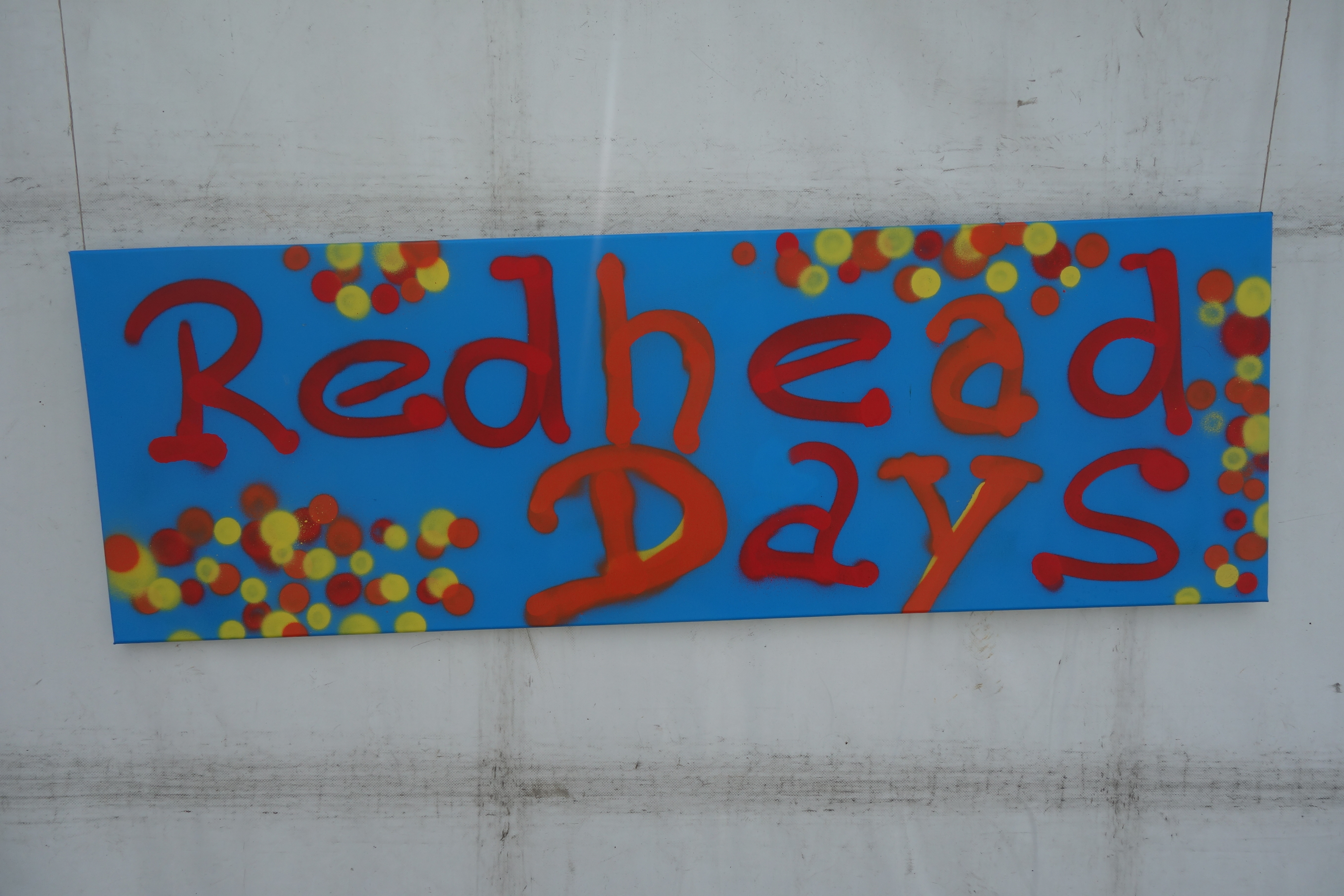
Rothaarigentag 2022

Der Rothaarigentag (niederländisch Roodharigendag) ist eine seit 2007 jährlich am letzten August- bzw. am ersten September-Wochenende stattfindende Veranstaltung. Bis 2018 fand sie in der niederländischen Stadt Breda statt. Seit 2019 finden die Redhead days im etwa 30 km entfernten Tilburg statt. Der Zweck dieser Veranstaltung ist es, dass Menschen mit natürlichen roten Haaren zusammenkommen und das Phänomen und die Kunst rund um rotes Haar gefördert wird.
Die Veranstaltung war lange Zeit einzigartig und wird von Teilnehmern aus aller Welt besucht. Mittlerweile gibt es international unabhängige Ableger, so zum Beispiel seit 2018 in Hamburg oder seit 2009 in Crosshaven, Irland.

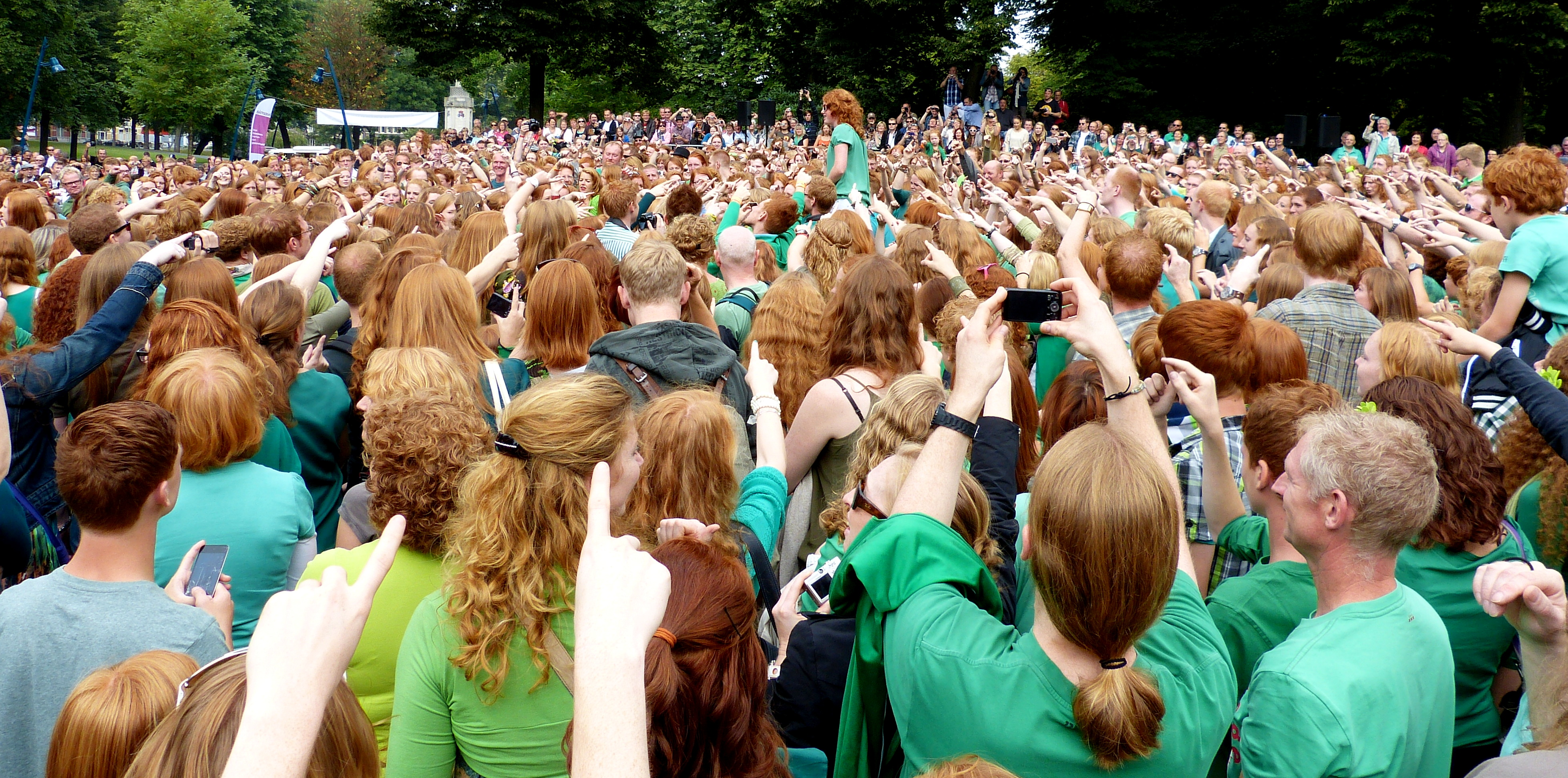
Verschiedene Schattierungen von rötlichem Haar beim Rothaarigentag 2012

Bezogen auf Tilburg wird für jede Veranstaltung jedes Jahr ein Thema und eine Farbe ausgewählt. Das Gruppenfoto der Rothaarigen wird in Kleidung der gleichen Farbe gemacht.
Während der zweitägigen Veranstaltung finden Vorträge, Workshops und Vorführungen statt, die sich speziell an rothaarige Menschen richten. Die Teilnahme an der Veranstaltung ist durch das Sponsoring der lokalen Regierung und ihrer Partner kostenlos.